# The Outfield
The Outfield — британское поп-рок-трио из Манчестера. Группа пользовалась большим успехом в США, но не имела особого успеха у себя на родине, что очень необычно для британской группы. The Outfield начали записываться в середине 80-х и выпустили свой первый альбом, Play Deep, в 1985 году на лейбле Columbia Records. Альбом достиг 9 места в списке 200 самых продаваемых альбомов по версии журнала Billboard и стал трижды платиновым в Америке. Сингл «Your Love» стал 6-м в чарте Billboard Hot 100 и 7-м в чарте Мэйнстрим Рок, став визитной карточкой группы. Сингл появился в ряде сборников с песнями 80-х, а также на него было создано более 1000 каверов и ремиксов, выпущенных как на дисках, так и доступных онлайн. Другие синглы «Say It Isn’t So» и «Everytime You Cry» также вошли в двадцатку чарта Мэйнстрим Рок.
В течение 1980-х и в начале 1990-х годов группа продолжала гастролировать и записываться в студии. Второй альбом под названием Bangin' вошёл в первую двадцатку в списке 200 самых продаваемых альбомов по версии журнала Billboard, а синглы с альбома — в топ-40 чарта Мэйнстрим Рок, однако к выходу третьего альбома, Voices of Babylon, в 1989 году группа стала терять своих слушателей. Барабанщик Алан Джекман покинул группу, которая после этого стала дуэтом и записала следующий альбом Diamond Days в 1991 году. После разочаровывающих отзывов на альбом 1992 года Rockeye, который представлял собой сдвиг в сторону прогрессивного рока и arena rock, группа временно прекратила свою деятельность. В 1998 году The Outfield снова начали ездить с концертами и после этого выпустили два концертных альбома, загрузив их на свой веб-сайт, а также новый студийный альбом, Any Time Now, выпущенный компанией Sidewinder Records в марте 2006 года. В 2009 году первый барабанщик группы, Алан Джекман, объявил о своём возвращении и о том, что команда собирается записать новый альбом. Последний альбом группы, Replay, вышел 28 июня 2011 года и обозначил возвращение к традиционному поп-рок-звучанию, а песни «California Sun» и «A Long, Long Time Ago» стали хитами № 1 в местных чартах.

## История

### Создание группы и контракт с Columbia Records
В конце 1970-х годов Тони Льюис (солист/басист), Джон Спинкс (гитарист/клавишник и автор песен) и Алан Джекман (барабанщик) играли в обычной пауэр-поп-группе под названием Sirius B. Они репетировали полгода и дали несколько концертов, однако их стиль так и не приблизился к панк-року, который был в то время на пике популярности в Англии, и группа распалась. Несколько лет спустя они снова собрались и дали концерт на стадионе Олд Траффорд под именем The Baseball Boys. Они выступали в Лондоне и его окрестностях до 1984 года, когда выпущенная ими демо-запись заинтересовала компанию Columbia Records и она подписала с группой контракт.
Спинкс позаимствовал название «Baseball Boys» (рус. "Бейсбольные мальчики") у банды подростков «The Baseball Furies» (рус. "Бейсбольные фурии") из культового фильма Воины, который он недавно посмотрел. Хотя он и использовал это название в шутку и для привлечения внимания, звукозаписывающей компании оно понравилось. The Baseball Boys стали известны как группа с американским звучанием и подписали контракт в США всего после нескольких месяцев концертов в Англии. Их менеджер, американец, проживавший в Англии, порекомендовал подобрать новое название для группы с похожим смыслом, поскольку «Baseball Boys» звучало несколько безвкусно и иронично. Спинкс сказал, что из всех возможных вариантов ему больше всего понравилось название «The Outfield» (рус. "дальняя часть игрового поля").
Спинкс был большим фанатом бейсбола и американского футбола, говоря:
Что мне нравится в американском спорте — бейсболе и футболе — так это то, что он более зрелищный, чем британский. В Англии это просто как ежедневные футбольные матчи. 30 тысяч человек замерзают от холода на стадионе в середине зимы и смотрят, как игроки бегают друг за другом в грязи. В Америке солнечно, и поэтому бейсбольные игры выглядят особенно привлекательно. А в Англии игроки уже все в грязи через 10 минут после начала матча. На это не очень-то приятно смотреть.
Дебютный альбом группы, Play Deep, спродюсированный Уильямом Уиттманом, был издан в 1985 году и имел большой успех. Он стал трижды платиновым и попал в топ-10 самых популярных альбомов в США. Песня «Your Love» также попала на 6-е место в десятке самых популярных синглов. Группа много гастролировала, выступая на разогреве у Journey и Starship.
В интервью Спинкс неоднократно заявлял, что все члены группы не курят и не употребляют наркотики.
В 1987 году вышел второй альбом группы, Bangin'. Он не достиг того же успеха, что и первая пластинка, однако песня «Since You’ve Been Gone» вошла в топ-40 синглов, песня «No Surrender» стала хитом на мелких радиостанциях и канале MTV, а сам альбом получил статус золотого в США. За этим последовал летний тур по Америке на разогреве у группы Night Ranger.
Для третьего альбома, Voices of Babylon, который вышел в 1989 году, был выбран новый продюсер (Дэвид Кан), а музыка группы приобрела новое звучание. Заглавный трек с альбома попал в топ-25 синглов, а песня «My Paradise» стала обычным рок-хитом, но в целом популярность группы продолжала падать.
После выхода третьего альбома Алан Джекман ушёл из группы и был заменён на время тура Полом Ридом.

### Контракт с MCA
Льюис и Спинкс продолжили свою деятельность как дуэт, перешли на другой лейбл и начали записывать альбом Diamond Days на лейбле MCA. Для записи альбома был приглашён сессионный барабанщик Саймон Доусон. Альбом вышел в 1990 году, а песня «For You» вошла в топ-30 хитов в США.
Вскоре вышла песня «One Hot Country», которая вошла в саундтрек к боевику 1991 года Если бы взгляды могли убивать.
В 1992 году The Outfield вернулись с альбомом Rockeye. Ведущий сингл «Closer to Me» почти попал в топ-40, а второй сингл «Winning It All» завоевал популярность благодаря тому, что его часто крутили во время трансляции финальных игр НБА и летних Олимпийских игр 1992 года в Барселоне, а также он звучал в фильме Могучие утята. Саймон Доусон впоследствии стал третьим официальным участником группы.

### 1990-е и 2000-е годы
Группа взяла длительный перерыв в середине 1990-х, поскольку мода на музыкальные стили менялась, и на пике популярности оказались такие группы как Nirvana и Pearl Jam, что делало затруднительным существование более старых групп с менее привлекательной для слушателей того времени эстетикой.
The Outfield вернулись на родину и давали скромные выступления в местных пабах, где большинство клиентов не имели понятия, что эта группа продала миллионы записей в США. К сожалению, эта ситуация была одной из типичных проблем, с которыми группа столкнулась у себя на родине: они были не очень известны, и за их творчеством следили гораздо меньше, чем в США.
Тем не менее группа выпустила эксклюзивно для своего фан-клуба новый альбом It Ain’t Over… и снова начала гастролировать. Вскоре после этого, в 1999 году, вышел альбом Extra Innings — сборник новых и старых, ранее неизданных песен.
В начале 2000-х группа выпустила два концертных альбом через свой официальный веб-сайт: Live in Brazil и The Outfield Live. В марте 2006 года вышел новый студийный альбом Any Time Now.
В 2009 году группа в оригинальном составе (Тони Льюис, Джон Спинкс и Алан Джекман) вернулась в звукозаписывающую студию в Лондоне впервые с момента записи альбома Voices of Babylon в 1988 году. В ноябре 2009 года The Outfield объявили, что основным менеджером группы стал Брент Битнер, и завели странички в таких социальных сетях как Facebook, Twitter, YouTube и MySpace. 22 марта 2011 года группа объявила, что их следующий альбом будет называться Replay. Он записывался в различных студиях на юге Англии, в том числе и в легендарной Abbey Road Studios. Продюсерами альбома стали сама группа The Outfield и Брент Битнер, а исполнительным продюсером выступил Джон Спинкс. Диск, выпущенный 28 июня 2011 года, получил положительные отзывы. Ведущий сингл, «California Sun», стал хитом на местных радиостанциях и второй самой проигрываемой песней на радио AC на 15 августа 2011 года. Вторая песня, «A Long, Long Time Ago», выпущенная как второй возможный сингл с альбома, за вторую неделю августа добралась до вершины хит-парада радио Worldwide FM ClassX.
В 2013 году группа снова записала вокал к своему синглу «Your Love», чтобы включить его в переработанную американским диджеем Морганом Пейджем версию песни, релиз которой состоялся летом того же года. Хотя Пейдж был указан как автор песни, также было отмечено, что она создана при участии группы The Outfield.
9 июля 2014 года Джон Спинкс умер от рака печени. Ему было 60 лет.
В октябре 2020 года умер Тони Льюс в своëм доме около Лондона. Причины смерти не были названы.

### Стиль и влияние других исполнителей
В интервью 1986 года с газетой Los Angeles Times Джон Спинкс сказал, что на него очень повлияла музыка, которая вызывала у него сильные эмоции, и отметил, что вырос на музыке The Beatles. Также он упомянул творчество групп Journey, Foreigner и Mr. Mister, в особенности её хит «Broken Wings».
Песня стала популярна «Your Love» благодаря игры Grand Theft Auto: Vice City  на радиостанции «Flash FM» и телесериалам «Полиция Майами» и «Рыцарь Дорог».

## Состав

### Текущий состав
- Тони Льюис — вокал, бас-гитара (1984-2020)
- Алан Джекман — ударные, перкуссия (1984—1989, 2009-настоящее время)

### Бывшие участники
- Джон Спинкс— соло-гитара, бэк-вокал (1984—2014; умер в 2014)
- Саймон Доусон — ударные (1992—2009)

### Сессионные музыканты
- Грэхем Лесли — гитара (1985—1987)
- Пол Рид — ударные (1989)
- Рэг Вебб — клавишные

## Дискография

### Студийные альбомы
| Год  | Название          | США | Сертификаты        |
| ---- | ----------------- | --- | ------------------ |
| 1985 | Play Deep         | 9   | США: 3х платиновый |
| 1987 | Bangin'           | 18  | США: золотой       |
| 1989 | Voices of Babylon | 53  |                    |
| 1990 | Diamond Days      | 90  | -                  |
| 1992 | Rockeye           | -   | -                  |
| 1998 | It Ain’t Over…    | -   | -                  |
| 1999 | Extra Innings     | -   | -                  |
| 2006 | Any Time Now      | -   | -                  |
| 2011 | Replay            | -   | -                  |

### Сборники
- Playing the Field (1995)
- Big Innings: The Best of The Outfield (1996)
- Super Hits (1998)
- Playlist: The Very Best of The Outfield (2011)

### Концертные альбомы
- Live in Brazil (2001)
- The Outfield Live (2005)

### Синглы
| Год  | Название                    | США | США Рок | Канада | Германия | Великобритания | Альбом            |
| ---- | --------------------------- | --- | ------- | ------ | -------- | -------------- | ----------------- |
| 1985 | «Say It Isn’t So»           | —   | 18      | —      | —        | —              | Play Deep         |
| 1986 | «Your Love»                 | 6   | 7       | —      | 52       | 83             | Play Deep         |
| 1986 | «All the Love in the World» | 19  | 14      | —      | —        | 96             | Play Deep         |
| 1986 | «Everytime You Cry»         | 66  | 20      | —      | —        | —              | Play Deep         |
| 1987 | «Since You’ve Been Gone»    | 31  | 11      | —      | —        | —              | Bangin'           |
| 1987 | «Bangin' on My Heart»       | —   | 40      | —      | —        | —              | Bangin'           |
| 1987 | «Alone with You»            | —   | —       | —      | —        | —              | Bangin'           |
| 1987 | «No Surrender»              | —   | —       | —      | —        | —              | Bangin'           |
| 1989 | «Voices of Babylon»         | 25  | 2       | —      | 57       | 78             | Voices of Babylon |
| 1989 | «My Paradise»               | 72  | 34      | —      | —        | —              | Voices of Babylon |
| 1990 | «For You»                   | 21  | 13      | —      | —        | —              | Diamond Days      |
| 1992 | «Closer to Me»              | 43  | 46      | —      | —        | —              | Rockeye           |